# Katrin Korfmann
Katrin Korfmann (Heidelberg, 1971) is een Duitse fotografe, werkzaam in Nederland.

## Leven en werk
Korfmann studeerde aan de Gerrit Rietveld Academie in Amsterdam, waar zij zich specialiseerde in fotografie. Daarna verdiepte ze zich in fotografie aan de Rijksakademie en was artist in residence in Cittadellarte in Biella en het Chinese European Art Centre in Xiamen.
Katrin Korfmann werkt in verschillende media, zoals video, fotografie en installaties. Haar werk concentreert zich op concepten zoals perspectief en de sociale dimensies van perceptie, waarbij ze de grenzen van fotografie en representatie verlegt. Zij is geïnteresseerd in het sociale gedrag van mensen in de openbare ruimte, op pleinen, maar tevens in rituelen die door mensen zijn bedacht en vaak eeuwenlang worden uitgevoerd. Zij bestudeert en registreert hoe onze waarneming daarvan wordt beïnvloed.
Sinds de jaren negentig wordt haar werk internationaal getoond in galeries, musea, instituties en publieke ruimtes. Momenteel geeft ze les aan de Master Non Linear Narrative van de Koninklijke Academie van Beeldende Kunsten (KABK) in Den Haag.

## Prijzen
- 2012: Radostar Prijs (Zwitserland)[4]
- 2003: Prix de Rome - Tweede prijs Kunst en Publieke ruimte[5]
- 2000: Mama Cash Award
- 1999: Esther Kroonprijs[6]

## Collecties (selectie)
- Gemeentemuseum Den Haag[7]
- Kunstcollectie Ministerie van Buitenlandse Zaken, NL
- AMC Kunstcollectie, NL[8]
- Bouwfonds Kunstcollectie Rabo Real Estate Group, NL
- ING Kunstcollectie, NL[9][10]
- Twitter, US
- VU Medisch Centrum Kunstcollectie, NL
- Aegon Kunstcollectie, NL
- Würth Foundation, DE
- European Patent Office, NL
- Robert Bosch Foundation, DE
- Ymere Kunstcollectie, NL
- Balticgruppen, SE
- LeasePlan Corporation Kunstcollectie, NL
- Stockholm County Council, SE

## Groepstentoonstellingen (selectie)
- 2015: Piece by Piece, Kemper Museum of Contemporay Art (Kansas City)
- 2014: Aperture Summer Open, Aperture Foundation (New Your)
- 2013: White, Nederlands Fotomuseum (Rotterdam)
- 2010: Sideways, Museum Moderne Kunst Arnhem
- 2006: Vorlaeufige Durchsuchung, Akademie der Künste (Berlijn)